# Standard type battleships
Standard type battleships – (pl. pancerniki standardowe) ogólna nazwa koncepcji opracowanej przez dowództwo US Navy w XX wieku obejmującej serię pancerników różnych typów, ale posiadających podobne osiągi taktyczno-techniczne.  Pancerniki "typu standardowego" były powolne, ciężko opancerzone i uzbrojone oraz miały ulepszone systemy kontroli uszkodzeń. Ich maksymalna szybkość wynosiła zaledwie 21 węzłów.
Koncepcja pozwalała marynarce amerykańskiej na planowanie operacji z wykorzystaniem okrętów o podobnej charakterystyce, w przeciwieństwie do brytyjskiej koncepcji stosowania "szybkiego" i "wolnego" skrzydła.
Koncept strategiczny tego typu okrętów został opracowany przez Alfreda Mahana. Według Mahana najważniejsze było nie tyle przechwycenie okrętów nieprzyjaciela co możliwość ich zniszczenia w bezpośredniej bitwie. Uważał on, że zamiast aktywnie szukać i gonić okręty wroga, należy przyjąć walkę na "swoim terenie", w takiej sytuacji powolniejsze ale ciężej uzbrojone i opancerzone okręty amerykańskie mogłyby bez trudu zniszczyć flotę wroga na swoich warunkach.
Według tej koncepcji zbudowano pancerniki typu Nevada, Pennsylvania, Tennessee, New Mexico i Colorado.